# Bahnstrecke Bebitz–Alsleben
| Saalebrücke Alsleben |                                                       |                             |                             |
| Streckennummer (DB): | 6852                                                  |                             |                             |
| Kursbuchstrecke (DB): | 152t (1934) 284f (1936) 184d (1944) 184b (1948, 1956) |                             |                             |
| Streckenlänge: | 8,5 km                                                |                             |                             |
| Spurweite: | 1435 mm (Normalspur)                                  |                             |                             |
| Maximale Neigung: | 10 ‰                                                  |                             |                             |
| Minimaler Radius: | 200 m                                                 |                             |                             |
| Streckengeschwindigkeit: | 40 km/h                                               |                             |                             |
| |                                                       |                             |                             |
| \| \| \| von Baalberge \| \| \| \| 0,00 \| Bebitz \| Bebitz \| \| \| \| nach Könnern \| \| \| \| 3,65 \| Beesedau (Saalkr) \| Beesedau (Saalkr) \| \| \| 5,14 \| Beesenlaublingen \| Beesenlaublingen \| \| \| \| Saale \| \| \| \| 7,63 \| Alsleben (Saale) \| Alsleben (Saale) \| \| \| 8,35 \| Alsleben (Saale) Stadtmühle \| Alsleben (Saale) Stadtmühle \| |                                                       |                             |                             |
| Strecke |                                                       | von Baalberge               | von Baalberge               |
| ehemaliger Bahnhof | 0,00                                                  | Bebitz                      | Bebitz                      |
| Abzweig ehemals geradeaus und nach links |                                                       | nach Könnern                | nach Könnern                |
| Haltepunkt / Haltestelle (Strecke außer Betrieb) | 3,65                                                  | Beesedau (Saalkr)           | Beesedau (Saalkr)           |
| Bahnhof (Strecke außer Betrieb) | 5,14                                                  | Beesenlaublingen            | Beesenlaublingen            |
| Brücke über Wasserlauf (Strecke außer Betrieb) |                                                       | Saale                       | Saale                       |
| Spitzkehrbahnhof rechts | 7,63                                                  | Alsleben (Saale)            | Alsleben (Saale)            |
| Haltepunkt / Haltestelle Streckenende (Strecke außer Betrieb) | 8,35                                                  | Alsleben (Saale) Stadtmühle | Alsleben (Saale) Stadtmühle |

Die Bahnstrecke Bebitz–Alsleben ist eine heute stillgelegte Bahnstrecke in Sachsen-Anhalt. Die als Kleinbahn erbaute circa 8 km lange Stichstrecke verband Bebitz an der Bahnstrecke Könnern–Baalberge mit Alsleben (Saale). Auf der 1949 verstaatlichten Strecke wurde 1966 der Personenverkehr eingestellt, die Gesamtstilllegung erfolgte 1995.

## Geschichte

### Vorgeschichte
Die Gegend um Alsleben lebte im 19. Jahrhundert vor allem von der Landwirtschaft, Fischerei, Schiffbau und Schifffahrt. Mit der Industrialisierung wurden zahlreiche weitere Betriebe eröffnet, so auch ein Gipsbruch, eine Ziegelei, eine Saline, eine Zuckerfabrik und eine Spiritusfabrik. Hinzu kamen mehrere Braunkohletagebaue und -bergwerke. Ein Teil dieser Zechen wurde über die Bahnstrecke Biendorf–Gerlebogk angebunden, die Zeche „Wilhelm“ bei Lebendorf hingegen baute eine eigene Bahn bis zur Saale nach Mukrena, wo die geförderte Braunkohle verschifft wurde. Die Pferdebahn mit einer für Deutschland ungewöhnlichen Spurweite von 733 mm wurde am 20. Juli 1858 eröffnet. Die sogenannte „Lebendorfer Kohlenbahn“ wurde 1875 bis Trebitz verlängert, zuvor hatte man sich 1871 schon zwei Dampflokomotiven beschafft.
Bereits in den 1860er Jahren hatte sich Alsleben bei der Planung der Bahnstrecke Halle–Halberstadt um einen Bahnanschluss bemüht, allerdings erwies sich die dazu nötige Trassenführung als zu kompliziert und die Magdeburg-Halberstädter Eisenbahngesellschaft führte die Strecke über Sandersleben. Auch bei der Projektierung der Bahnstrecke Könnern–Baalberge durch die Preußische Staatsbahn wurde Alsleben nicht berücksichtigt. Da die Gruben nun in Bebitz einen direkten Bahnanschluss besaßen, wurde die Kohlenbahn überflüssig. Der Versuch, die Bahnanlagen für die örtliche Industrie weiterzunutzen, misslang.
Mit dem Gesetz über Kleinbahnen und Privatanschlußbahnen bestand ab 1892 erneut die Chance auf einen Eisenbahnanschluss. Verschiedene Projekte wurden aufgestellt, einige davon scheiterten noch in der Planungsphase, andere an der Finanzierung. Schlussendlich sollte 1897 eine Strecke Belleben–Alsleben–Bernburg gebaut werden. Durch die Lage nahe der Preußisch-Anhaltischen Grenze konnte auch dieses Vorhaben bis Januar 1900 nicht umgesetzt werden, da Anhalt kaum Interesse an einer Bahnstrecke zeigte. Damit war auch die bisher sichergestellte Finanzierung nicht mehr haltbar. Selbst der Bau des Teilstücks Belleben–Alsleben erwies sich als nicht durchführbar, da von der KED Magdeburg der  Anschluss der Strecke in Belleben nicht erlaubt wurde.
Die Berliner Firma Becker & Co. schlug 1901 vor, die Trasse der Kohlenbahn zu nutzen, dieses Projekt wurde aber von der Stadt Alsleben abgelehnt. Erst, also noch weitere Planungen schiefgingen, stimmte die Stadt 1903/04 diesem Konzept zu.

### Bau und Eröffnung

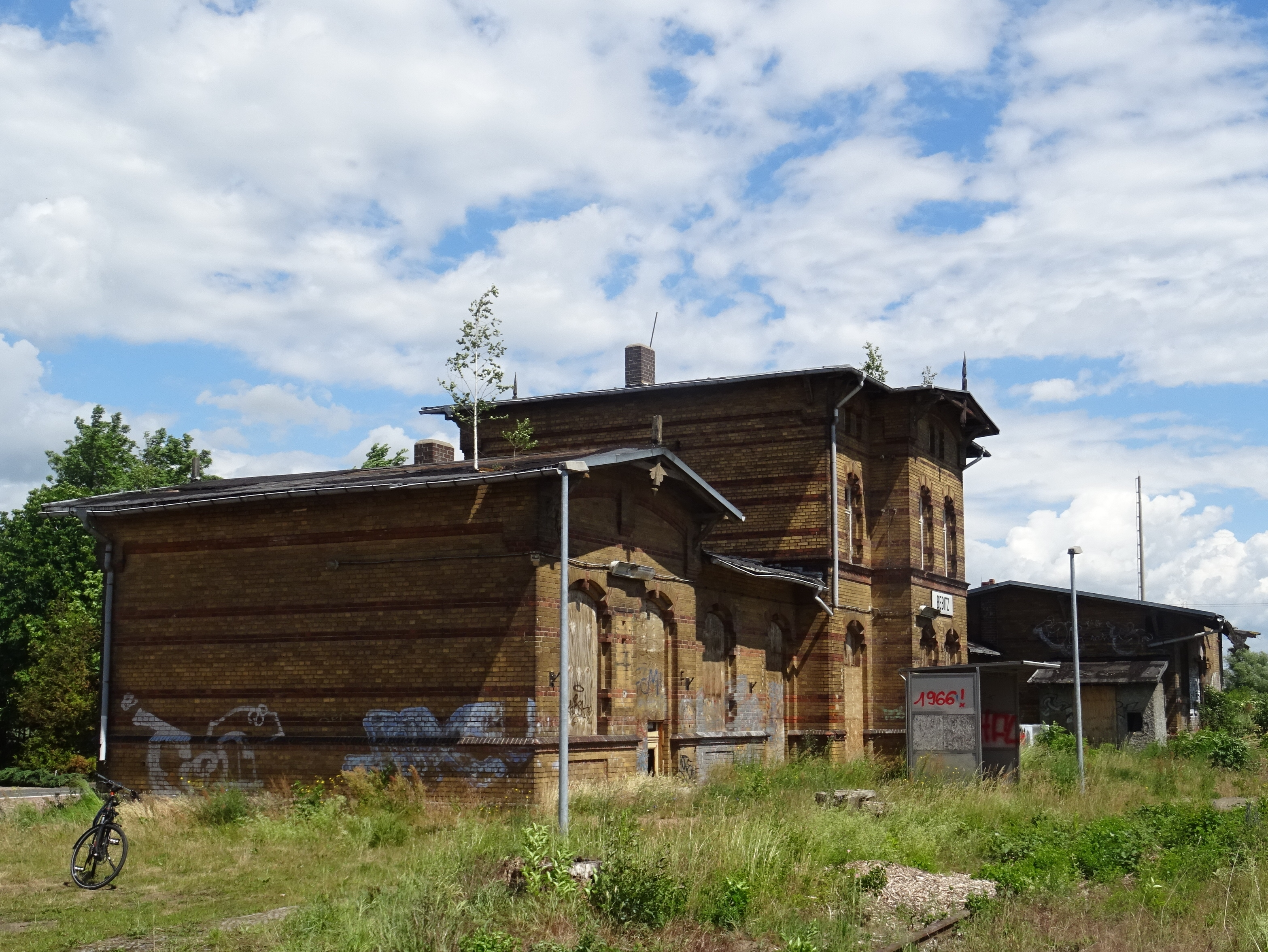
Bahnhof Bebitz, Ausgangspunkt der Strecke.

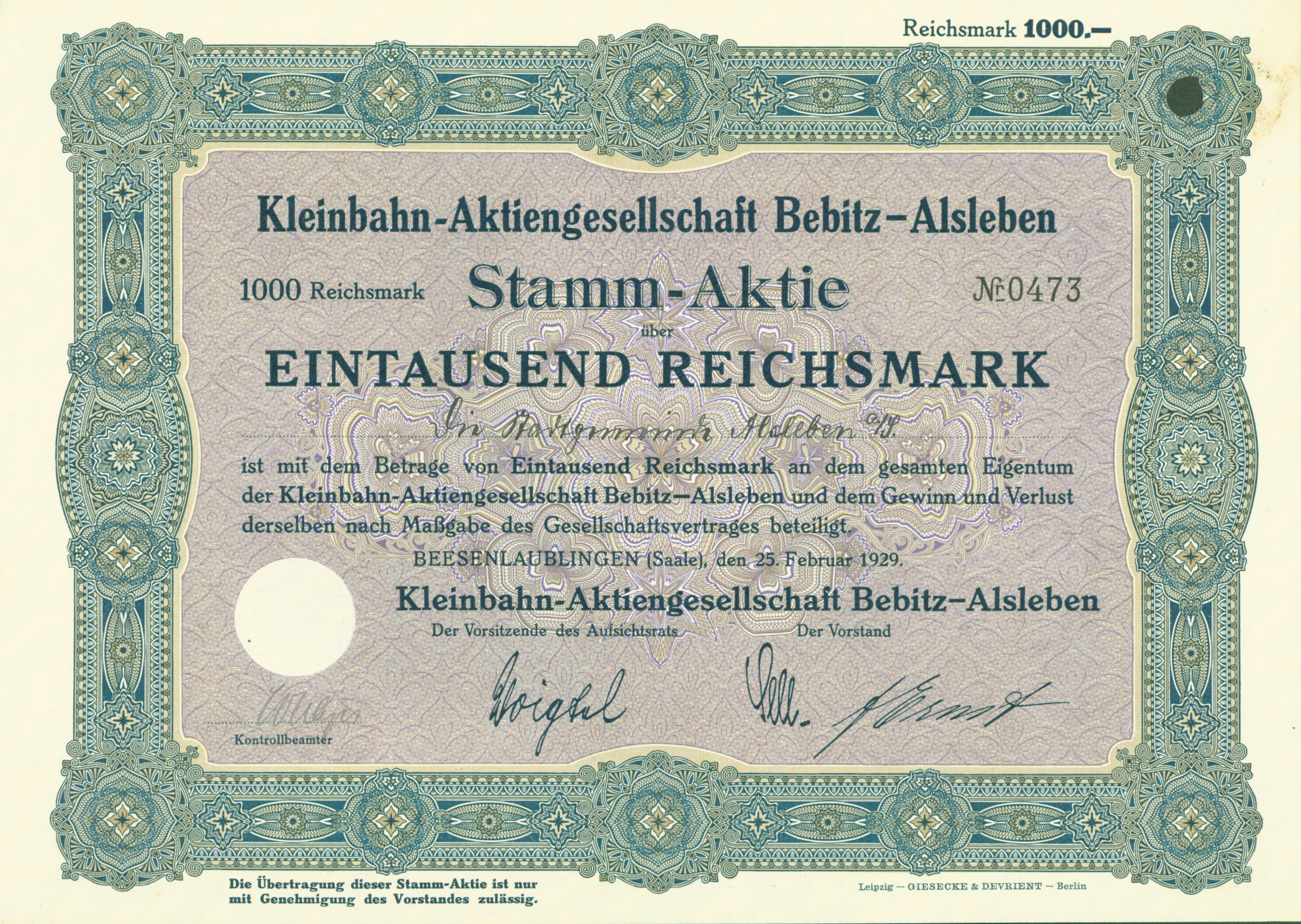
Stammaktie über 1000 RM der Kleinbahn-AG Bebitz-Alsleben vom 25. Februar 1929

Die Kleinbahn-AG Bebitz–Alsleben (KBA) mit Sitz in Beesenlaublingen wurde am 11. Juli 1905 gegründet, das Kapital von 333.000 Mark steuerten Preußen, die Provinz Sachsen, der Saalkreis, Beesenlaublingen und verschiedene örtliche Firmen bei. Alsleben wollte sich erst an der Gesellschaft beteiligten, wenn der Abschnitt Beesenlaublingen–Alsleben gebaut würde, die Gesellschaft beschränkte sich zunächst nur auf den Abschnitt Bebitz–Beesenlaublingen.
Im Herbst 1905 wurde mit den Bauarbeiten begonnen, da die Strecke die alte Trasse der Lebendorfer Kohlenbahn nutzte, wurden die Arbeiten schnell fertiggestellt. Die ersten Kohlentransporte wurden noch im November 1905 durchgeführt, allgemeiner Güterverkehr ab dem 9. Dezember 1905. Offiziell eröffnet wurde der 5,5 km lange Abschnitt am 15. Dezember 1905.
Ab 1906 wurde an der 2,6 km langen Fortsetzung bis Alsleben gearbeitet. Hier war im Gegensatz zum ersten Abschnitt eine Neutrassierung erforderlich. Größtes Problem war der Bau der Saalebrücke. Daraufhin wurde das Kapital der Gesellschaft auf 800.000 Mark erhöht, es verteilte sich nun auf:
- Provinz Sachsen: 224.000 Mark
- Preußen: 223.000 Mark
- Alsleben: 123.000 Mark
- Mansfelder Seekreis: 50.000 Mark
- Beesenlaublingen: 35.000 Mark
- Saalkreis: 28.000 Mark
- mehrere Firmen: 117.000 Mark

Am 13. Mai 1908 wurde die Verlängerung bis Alsleben eröffnet. Die Kleinbahngesellschaft erhielt für diesen Abschnitt vorläufig nur eine zeitweilige Konzession, da noch ein Rechtsstreit wegen Enteignung beim Bahnbau ausstand. Nach Beilegung dessen wurde am 17. Januar 1910 eine dauerhafte Konzession vergeben.

### Weitere Entwicklung

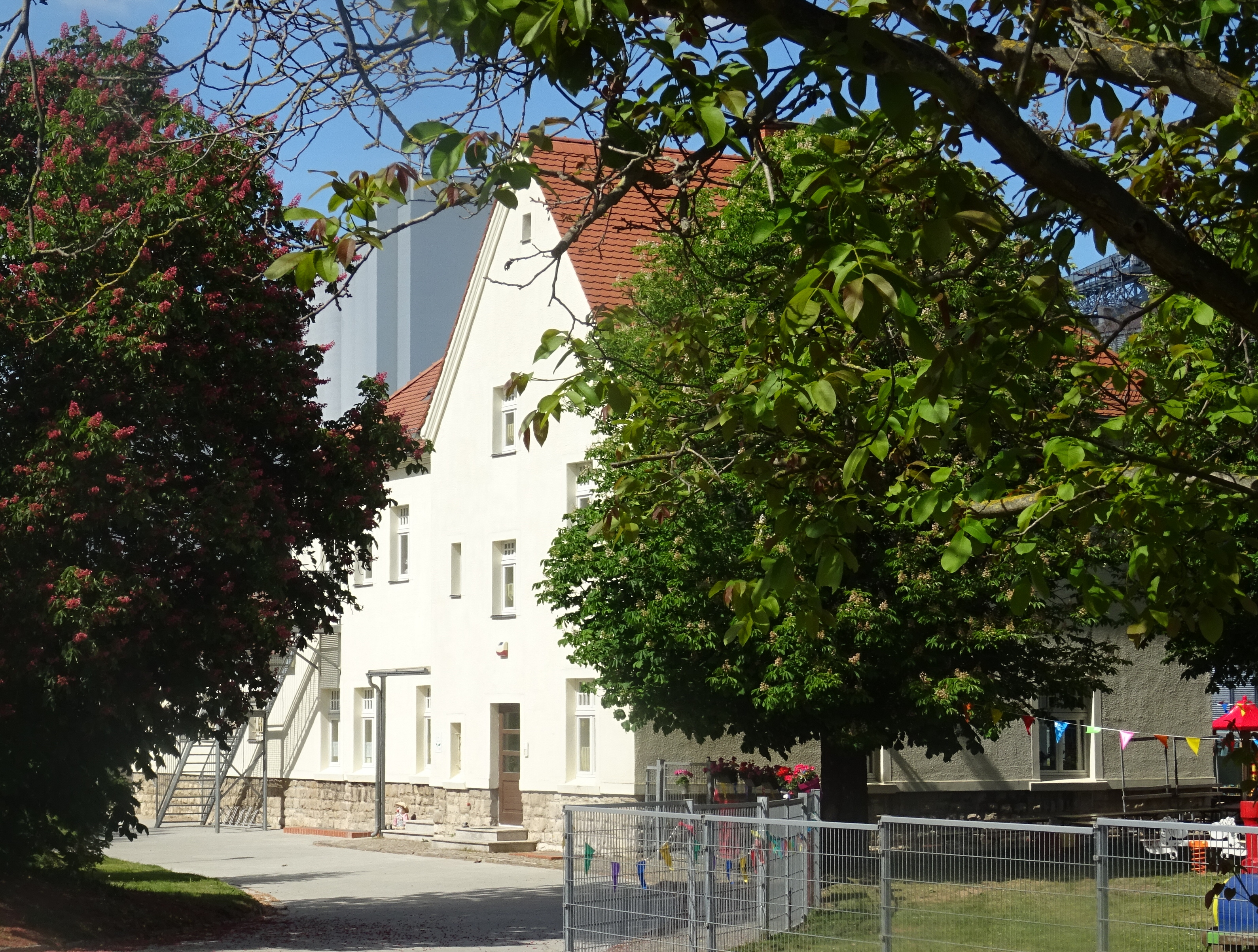
Streckenendpunkt, Bahnhof Alsleben.

Die Kleinbahn gehörte fortan zu den lukrativsten Kleinbahnen in der Provinz Sachsen. Jedes Jahr wurde eine Dividende an die Aktionäre ausgezahlt, diese lag im zweiten Betriebsjahr bereits bei über 9 %. Obwohl der Alslebener Bahnhof für eine mögliche Verlängerung der Bahnstrecke vorbereitet war, scheiterten alle Erweiterungsversuche.
Im und nach dem Ersten Weltkrieg verschlechterte sich die Situation der Kleinbahn, denn die Beförderungsleistungen gingen zurück. Zwar erwirtschaftete die Bahn immer noch Gewinn, gleichwohl wurde am 1. Januar 1923 die Betriebsführung an die Kleinbahnabteilung des Provinzialverbandes Sachsen übergeben. Auch die Inflation 1923 überstand das Unternehmen relativ gut, jedoch konnte erstmals keine Dividende ausgezahlt werden.
Ein etwa 900 m langes Anschlussgleis zu einer Mühle in Alsleben wurde 1926 in Betrieb genommen. Im selben Jahr wurde auch eine Betriebsgemeinschaft mit der Kleinbahn-AG Könnern-Rothenburg gebildet. In der zweiten Hälfte der 1920er Jahre stieg das Güterverkehrsaufkommen weiter an, der Personenverkehr war aber rückläufig. Ursache war die Einrichtung von Omnibuslinien, denn der Bus war nicht nur schneller, sondern fuhr auch bis ins Alslebener Stadtzentrum. Daher wurde 1934 an dem 1926 erbauten Anschlussgleis ein neuer stadtnaher Haltepunkt  Alsleben (Saale) Stadtmühle eingerichtet. Da die Beförderungsleistungen wieder anstiegen, konnte weiterhin eine bescheidene Dividende ausgezahlt werden. Auch wurden größere Modernisierungen getätigt. Nach der Sanierung des Oberbaus konnte die zulässige Höchstgeschwindigkeit, die vorher 30 km/h betrug, auf 40 km/h und die Achsfahrmasse auf 18 t erhöht werden.
Die Firmenbezeichnung lautete ab 8. September 1942 Eisenbahn-AG Bebitz-Alsleben, dennoch blieb es eine Kleinbahn.

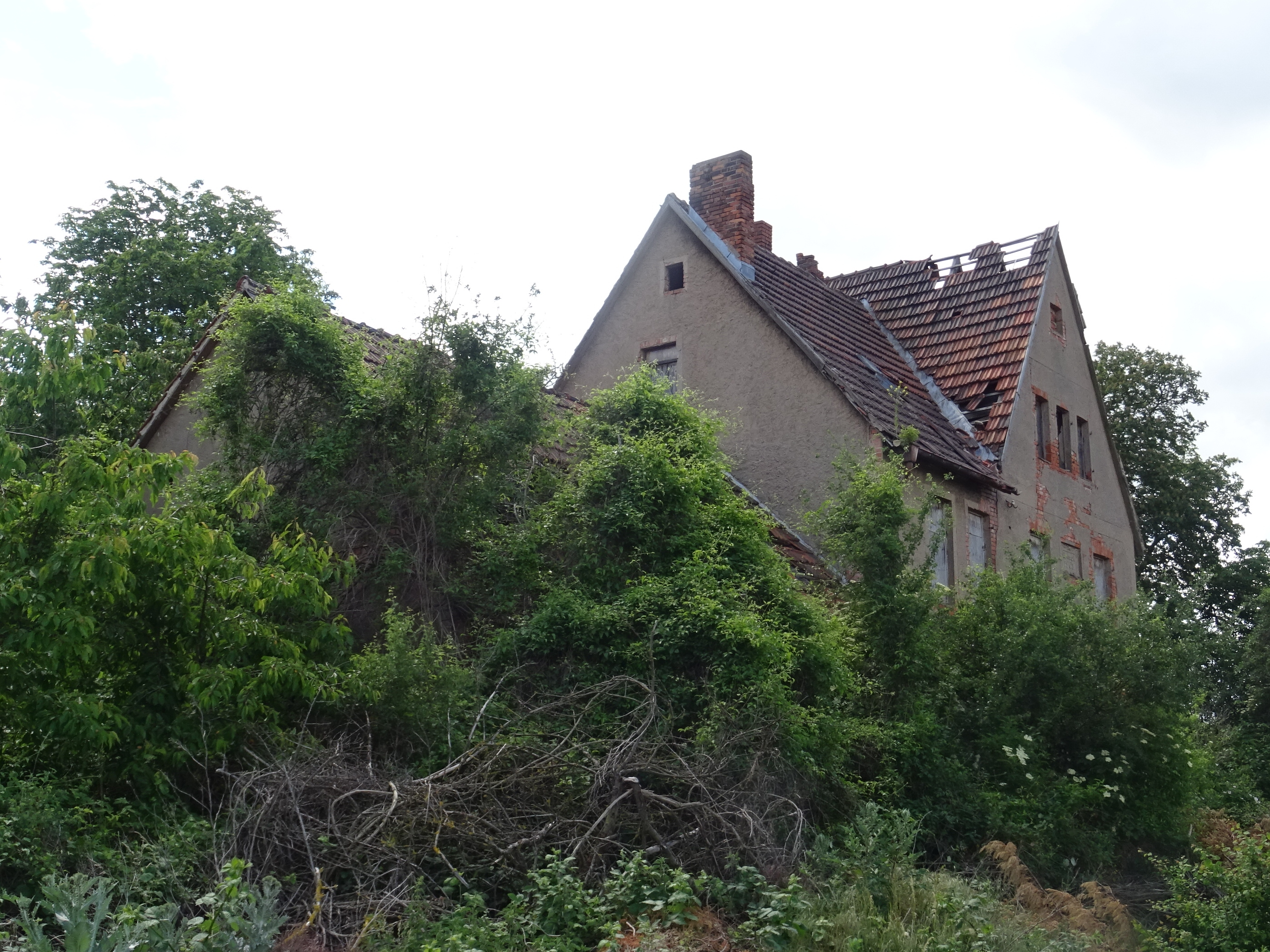
Das denkmalgeschützte Bahnhofsgebäude von Beesenlaublingen ist ungenutzt.

Bis fast zum Ende des Zweiten Weltkriegs blieb die Strecke von Kriegseinwirkungen verschont, allerdings wurde im April 1945 der Bahnhof Alsleben bombardiert. Ebenfalls im April 1945 wurde die Saalebrücke von der Wehrmacht teilweise gesprengt.
Die Schäden blieben jedoch gering, bereits im Juni 1945 wurde nach Reparatur der Brücke der Güterverkehr wieder aufgenommen.
Den Betrieb führte bis 1945/46 die Kleinbahnabteilung des Provinzialverbandes Sachsen in Merseburg, nach Kriegsende wurde die Bahngesellschaft unter staatliche Zwangsverwaltung gestellt und die Betriebsführung ab der Jahreswende 1946/1947 der Sächsischen Provinzbahnen GmbH unterstellt. Von dieser wurden wiederum die von ihr verwalteten Klein- und Privatbahnen sämtlich zum 1. April 1949  der Verwaltung der Deutschen Reichsbahn übergeben.
Dann ging die Bahn über auf die Sächsische Provinzbahnen GmbH und über die  Vereinigung Volkseigener Betriebe (VVB) am 1. April 1949 auf die Deutsche Reichsbahn. Diese stellte den Personenverkehr am 21. Mai 1966 ein. Der Güterverkehr endete am 31. Dezember 1994, stillgelegt wurde die Strecke am 15. August 1995.
Die Gleise der Strecke wurden nach der Stilllegung abgebaut. Neben dem Bahnhofsgebäude in Bebitz stehen auch die in Beesenlaublingen und Alsleben unter Denkmalschutz. Das in Beesenlaublingen steht leer und verfällt, im alten Alslebener Bahnhof befindet sich ein Kindergarten (Stand 2020).

## Fahrzeugeinsatz
Der Fahrzeugpark umfasste 1939 zwei Dampflokomotiven, einen Triebwagen, zwei Personen-, einen Pack- und neunzehn Güterwagen.

### Lokomotiven

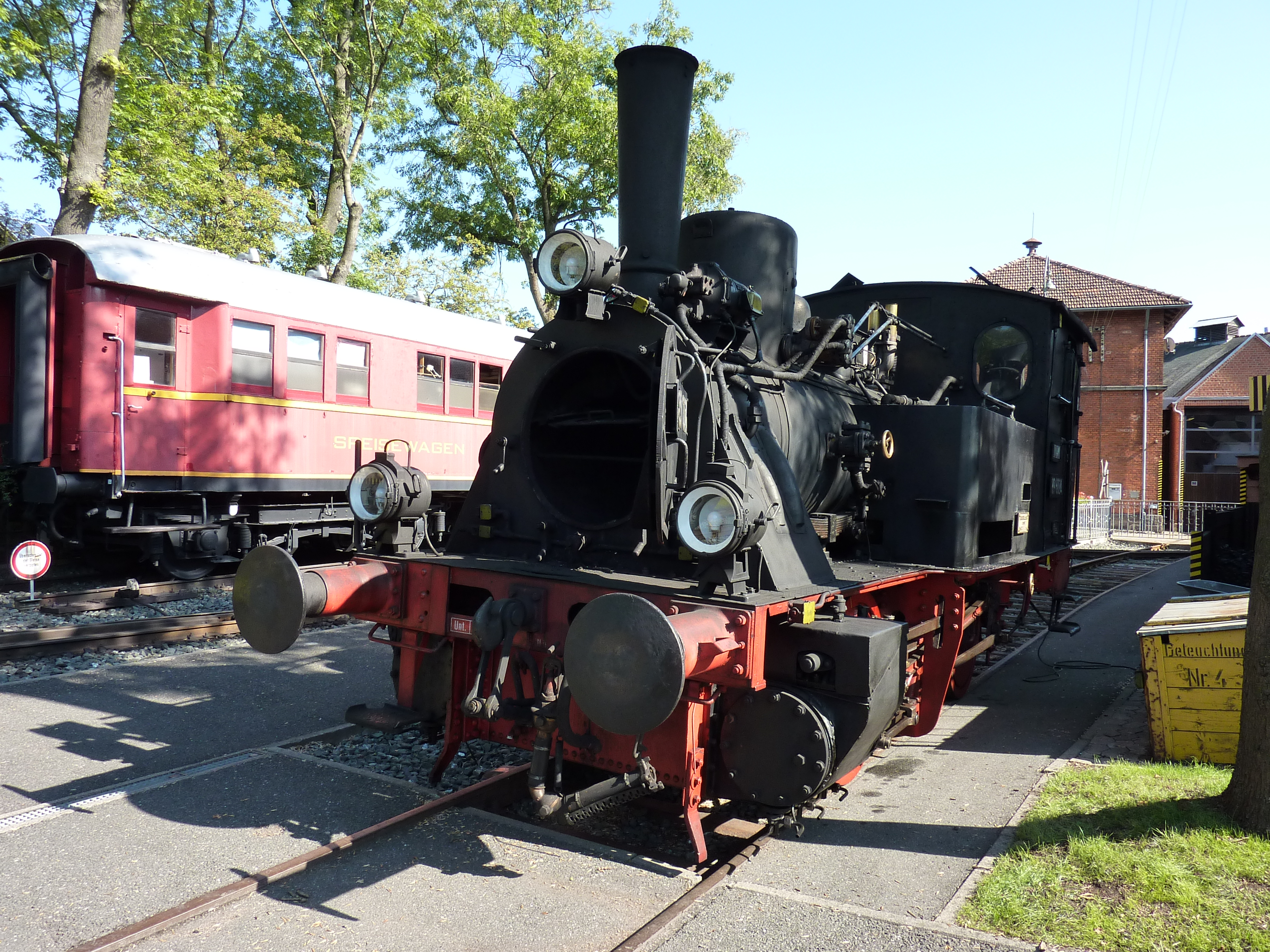
89 6024 im Deutschen Dampflokomotiv-Museum, das Fahrzeug kam ab 1941 auf der Strecke zum Einsatz

Zur Betriebsaufnahme verfügte die Bahn über zwei von Henschel & Sohn gebaute Tenderlokomotiven, die auf Basis der preußischen T 2 entstanden waren. 1909 wurde eine dritte Lokomotive auf Basis der preußischen T 3 ebenfalls von Henschel & Sohn angeschafft, das Fahrzeug wurde aber bereits 1911 an die Kleinbahn-AG Wallwitz-Wettin verkauft. Im Gegenzug erhielt man aus Wettin eine Dampflokomotive auf Basis der T 2.
Als Übergangslösung wurde 1927/28 von der Delitzscher Kleinbahn-AG eine Henschel Typ Bismarck angemietet, bis man 1928 einen Vierkuppler kaufte. Diese 1918 von Hanomag gebaute Lok wurde 1933 wieder verkauft. Kurzzeitig wurden in den 1930er und 1940er Jahren immer wieder T 3 gemietet, mit der 89 6024 ist ein derartiges Fahrzeug erhalten geblieben.
Nach Übernahme der Strecke durch die Deutsche Reichsbahn wurden vorerst weiterhin T 3 eingesetzt. Das Bw Bernburg, dem jetzt die Lokstation Alsleben  angehörte, wollte jedoch den Lokeinsatz in Alsleben aufgeben. Da der Kohlevorrat der kleinen Tenderlokomotiven nicht ausreichte, wurde 1952/53 die 89 6009 mit einem Schlepptender 3 T 12 ausgerüstet, das Fahrzeug wurde aber nur wenige Monate auf der Strecke eingesetzt. Bis 1961 wurde der Großteil der Züge mit den Dreikupplern bespannt. Mit einer Lok der Baureihe 92 stand allerdings seit 1957 ein anderer Loktyp mit im Einsatz, auch wurden ab 1957 einige Güterzüge mit der Baureihe 57 bespannt.
Nach Abgabe der Tenderlokomotiven wurde 1961 der Alslebener Lokbahnhof aufgegeben, fortan wurde die Strecke ausschließlich durch die Baureihe 57 befahren. Diese wurden in den 1960er Jahren schrittweise durch Fahrzeuge der Baureihe 50.35 ersetzt. Letztmals kamen Dampflokomotiven Anfang der 1980er Jahre auf der Strecke zum Einsatz, der Großteil der Leistungen war aber schon in den 1970er Jahren an Diesellokomotiven der Baureihe V 60 übergegangen. Diese wickelten sämtlichen Verkehr bis zur Stilllegung ab, nur in Einzelfällen kam auch die Baureihe 110/112 auf die Strecke.

## Überlieferung
Die Überlieferung der Kleinbahn AG Bebitz-Alsleben befindet sich in der Abteilung Dessau des Landesarchivs Sachsen-Anhalt.